# Faye (cràter)
Faye és un cràter d'impacte molt erosionat, situat a les terres altes del sud de la Lluna. S'insereix a la vora nord-est del cràter Delaunay, amb Donati situat a pocs quilòmetres al nord-est. Forma part d'una cadena de cràters de mida creixent cap al sud-oest, que continua amb La Caille i acaba amb Purbach.

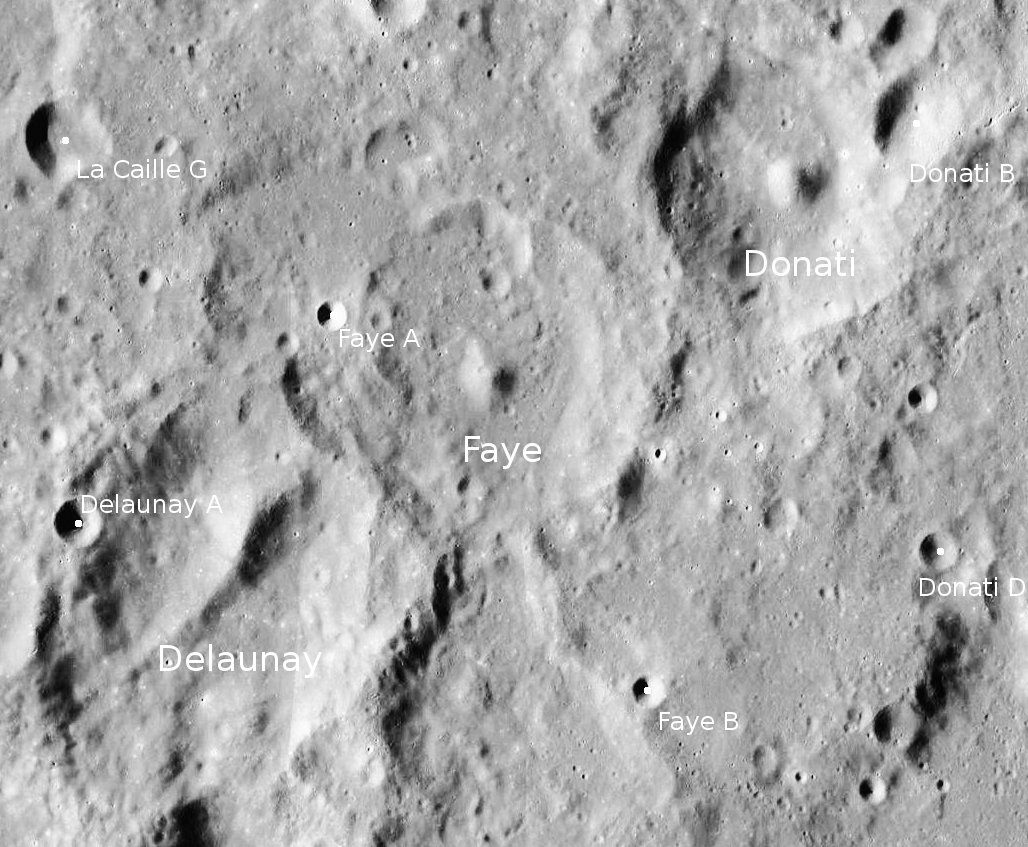
Localització de Faye (centre de la imatge)
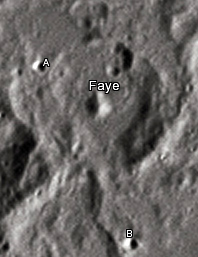
Cràters satèl·lit

La vora de Faye està molt danyada, sobretot a la meitat occidental i cobreix gran part del sòl interior del sud-oest. La vora és gairebé inexistent al nord-oest, on s'uneix a un espai l'interior amb el terreny circumdant. La plataforma interior original que s'ha mantingut no té relativament trets significatius, amb un pic central que s'elevava al punt mitjà. Mostra un petit cràter i el romanent d'una incisió al costat nord-est de la planta del cràter.

## Cràters satèl·lit
Per convenció aquests elements són identificats en els mapes lunars posant la lletra en el costat del punt central del cràter que està més proper a Faye.
| Faye | Coordenades                        | Diàmetre |
| ---- | ---------------------------------- | -------- |
| A    | 21° 12′ S, 3° 06′ E / 21.2°S,3.1°E | 4 ;km    |
| B    | 22° 36′ S, 4° 30′ E / 22.6°S,4.5°E | 4 km     |